# Mella Fiora

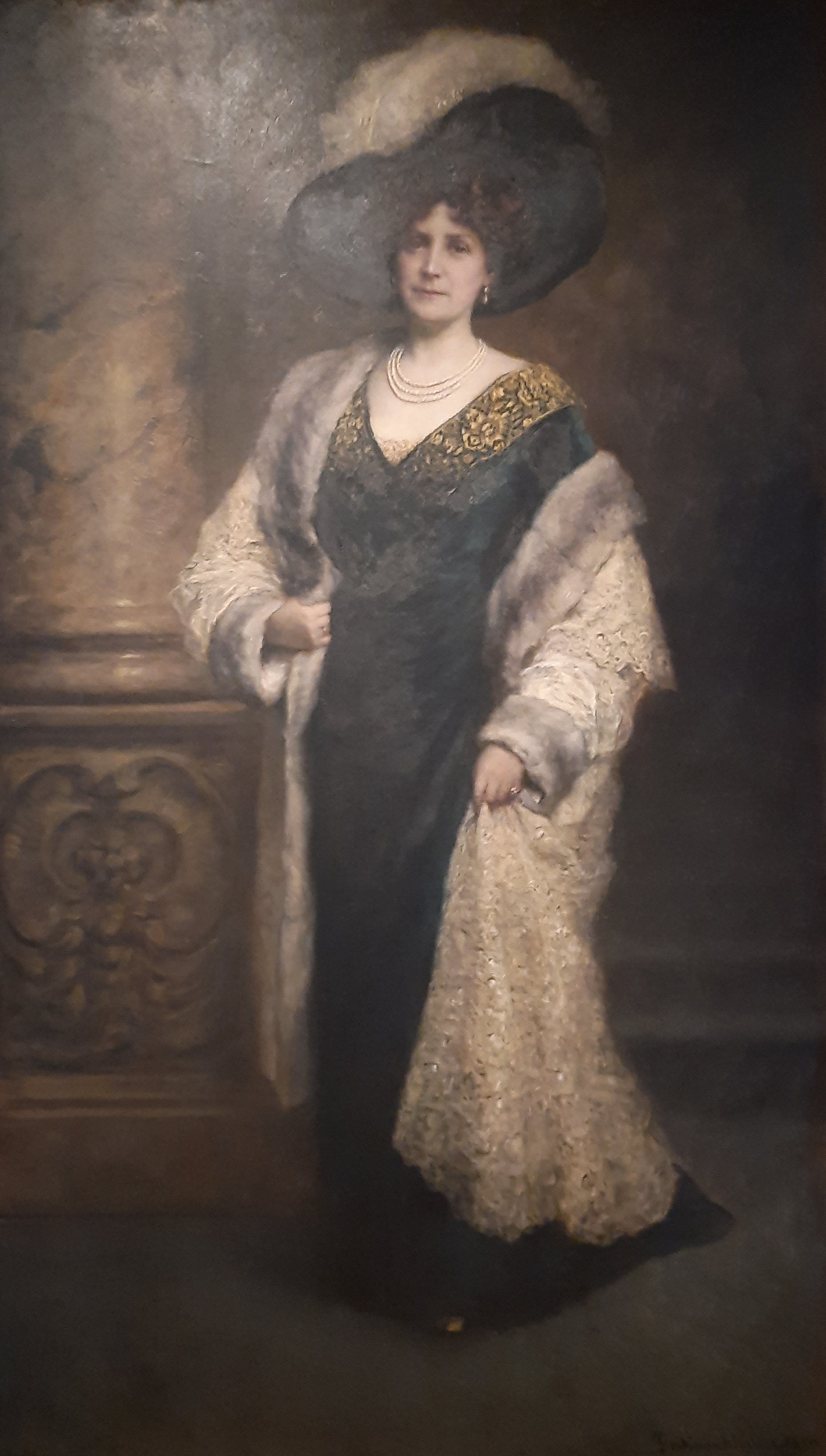
Ferdinand Keller: Porträt Mella Fiora, 1911

Mella Fiora (* 1868 in Wien als Melanie Fuchs; † 1955) war eine österreichische Opernsängerin (Koloratursopran), die von 1891 bis 1902 an deutschen Theatern tätig war.

## Leben
Fiora betrat die Bühne zuerst in der Spielzeit 1891/92 am Würzburger Stadttheater, kam hierauf nach Breslau, wo sie bis 1897 wirkte und trat sodann mit ihrem ersten Ehemann, dem Kapellmeister Leopold Weintraub, in den Verband der Hofbühne in Mannheim ein. Mit ihrer Heirat mit dem Bauingenieur Oskar Smreker 1902 beendete sie ihre Karriere.
Sie war eine Koloratursängerin liebenswürdigster Art. Gesanglich bot sie oft geradezu Vollkommenes und wurde ihrer Anmut und Liebenswürdigkeit in der Darstellung und ihrer sympathischen Art zu singen wegen sehr geschätzt. Sie vertrat ihr Fach mit Geschmack und Geschick, aus der langen Reihe ihrer beliebten Darbietungen besonders hervorgehoben werden: „Lakmé“, „Frau Fluth“, „Susanne“, „Rosine“ sowie „Philine“, „Regimentstochter“, „Nedda“, „Carlo Broschi“, „Gilda“, „Frau Dot“ (in Karl Goldmarks Oper Das Heimchen am Herd) etc.